# Tschanigraben
Tschanigraben è un comune austriaco di 59 abitanti nel distretto di Güssing, in Burgenland.